# Вольф, Юлиус (врач)
Юлиус Вольф (нем. Julius Wolff; 21 марта 1836, Меркиш-Фридланд — 18 февраля 1902, Берлин) — немецкий врач, хирург, специалист по ортопедии и остеологии.

## Биография
Родился в Меркиш-Фридланде в Западной Пруссии, в еврейской семье. В 1884 году — профессор в Берлине, в 1890 году назначен директором вновь устроенной университетской поликлиники для ортопедической хирургии.
Вольф принимал участие в походах 1864 года, 1866 года и Франко-прусской войне 1870—1871 годов.

## Научная деятельность

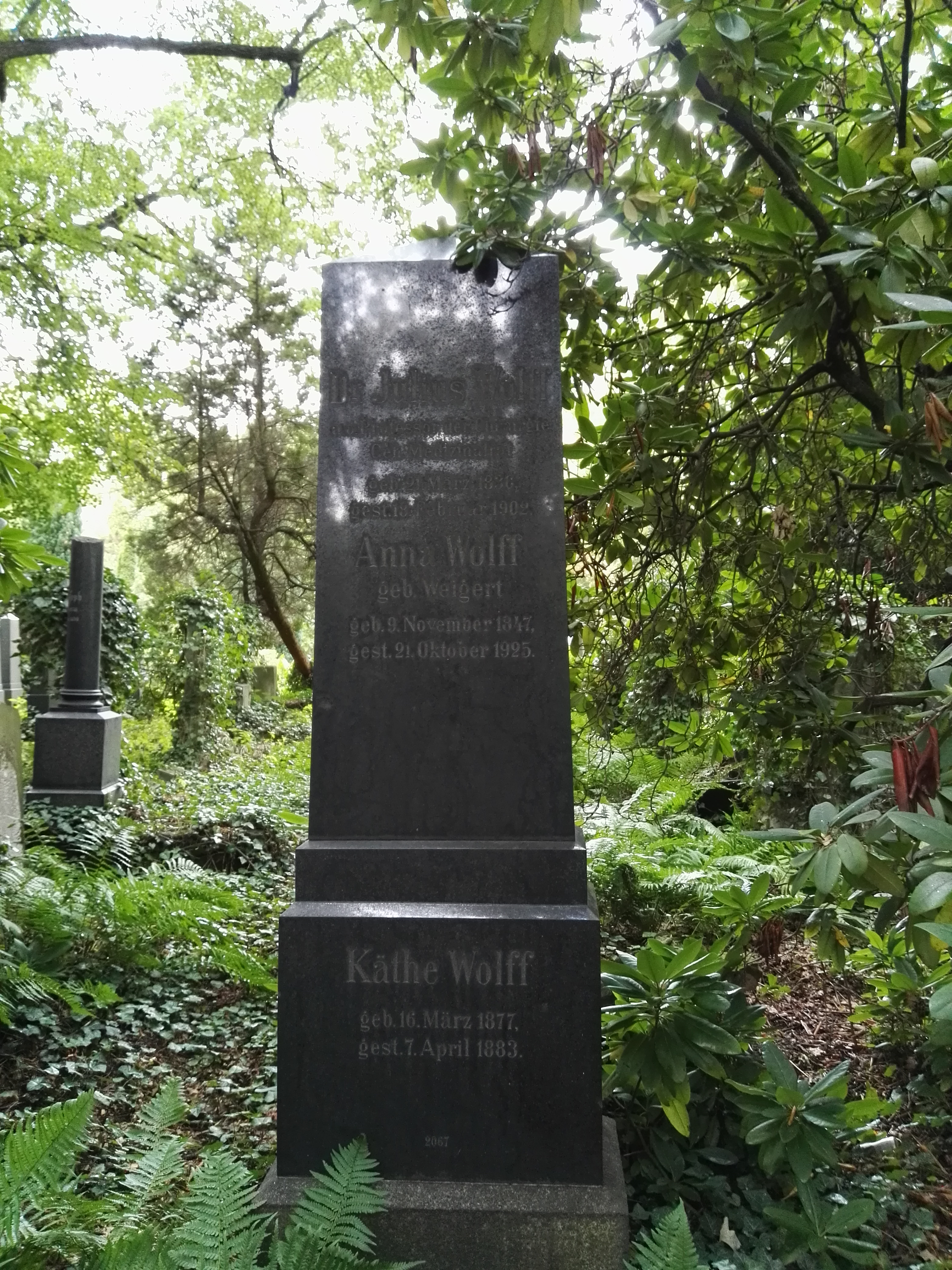
Могила Юлиуса Вольфа на еврейском кладбище в Вайсензе.

Доказал, что структура кости зависит от механического воздействия, так называемый Закон Вольффа; предложил подробную теорию патогенеза деформации кости, правила лечения переломов и ранений костей и т. д.

### Труды
- «Das Gesetz der Transformation der Knochen» (Берлин, 1892);
- «Osteoplastik etc.»;
- «Innere Architektur der Knochen»;
- «Theorie des Knochenschwundes»;
- «Funktionelle Pathogenese und funktionelle Orthopädie der Deformitäten»;
- «Lehre von der Heilung der Knochenbrüche»